# Червоний Яр (Кропивницький район)
Червоний Яр — село в Україні, в Аджамській сільській громаді Кропивницького району Кіровоградської області. Населення становить 814 осіб. Колишній центр Червоноярської сільської ради.
Розташоване за 26 км на схід від Кропивницького та за 7 км від залізничної станції Медерове.

## Історія
Засноване село в кінці XVIII ст. переселенцями з Курської губернії.
Станом на 1886 рік у селі Аджамської волості Олександрійського повіту Херсонської губернії мешкало 1340 осіб, налічувалось 275 дворових господарств, існували православна церква та 2 лавки.

## Радянські часи
Радянську владу в Червоному Яру встановлено в лютому 1918 року.
На фронтах Другої світової війни бились 192 жителі села, 187 із них нагороджені орденами і медалями.
У селі містилась центральна садиба колгоспу ім. Мічуріна, за яким закріплено 3402 га сільськогосподарських угідь, в тому числі 2814 га орної землі. Господарство спеціалізувалось на виробництві зерна і продукції тваринництва. Діяла майстерня для ремонту сільськогосподарської техніки. 1969 року господарству присвоєно звання колгоспу високої культури землеробства, в 1972 році свинофермі та вівцефермі — ферми високої культури тваринництва. За трудові успіхи 15 передовиків сільського господарства відзначено урядовими нагородами. Ордена Леніна удостоєні голова колгоспу В. В. Голованов, тракторист Г. В. Силкін, свинарка М. Я. Землянська.
Тут є восьмирічна школа, в якій 13 вчителів навчають 167 дітей[коли?], будинок культури на 300 місць, 2 бібліотеки з фондом 10,5 тис. книг, медпункт, 2 магазини.

## Населення
Згідно з переписом УРСР 1989 року чисельність наявного населення села становила 817 осіб, з яких 376 чоловіків та 441 жінка.
За переписом населення України 2001 року в селі мешкали 824 особи.

### Мова
Розподіл населення за рідною мовою за даними перепису 2001 року:
| Мова       | Відсоток |
| ---------- | -------- |
| російська  | 70,52 %  |
| українська | 27,64 %  |
| вірменська | 1,47 %   |
| білоруська | 0,12 %   |
| інші       | 0,25 %   |